# UCI Women's Team
UCI Women's Team er kvindernes cykelhold i landevejscykling, som deltager i de store cykelløb for kvinder, deriblandt UCI World Cup for kvinder og VM i holdenkeltstart for Trade teams.

## Aktuelle hold
Listen er opdateret den 8. januar 2015
UCI Women's Teams 2015 er:
| Kode | Officielt holdnavn                              | Land           | Kontinent |
| ---- | ----------------------------------------------- | -------------- | --------- |
| ALE  | Astana–Acca Due O                               | Italien        | Europa    |
| ASA  | Alé Cipollini                                   | Kasakhstan     | Asien     |
| BPK  | BePink-La Classica                              | Italien        | Europa    |
| BCT  | Bigla Pro Cycling Team                          | Schweiz        | Europa    |
| BPD  | Bizkaia–Durango                                 | Spanien        | Europa    |
| DLT  | Boels Dolmans Cycling Team                      | Holland        | Europa    |
| BTC  | BTC City Ljubljana                              | Slovenien      | Europa    |
| BZK  | BZK Emakumeen Bira                              | Spanien        | Europa    |
| GPC  | China Chongming–Liv–Champion System Pro Cycling | Hong Kong      | Asien     |
| FCT  | Feminine Cycling Team                           | Tyskland       | Europa    |
| HPU  | Hitec Products                                  | Norge          | Europa    |
| ISG  | Inpa Sottoli Giusfredi                          | Italien        | Europa    |
| SLP  | Itau Shimano Ladies Power Team                  | Argentina      | Amerika   |
| LWZ  | Lensworld.eu–Zannata                            | Belgien        | Europa    |
| LTK  | Lointek                                         | Spanien        | Europa    |
| LBL  | Lotto-Soudal Ladies                             | Belgien        | Europa    |
| MAT  | Matrix Fitness                                  | Storbritannien | Europa    |
| NOE  | NÖ RadUnion Vitalogic                           | Østrig         | Europa    |
| OPW  | Optum-Kelly Benefit Strategies                  | USA            | Amerika   |
| GEW  | Orica-AIS                                       | Australien     | Oceanien  |
| PHV  | Parkhotel Valkenburg Continental Team           | Holland        | Europa    |
| PPC  | Pepper Palace p/b The Happy Tooth               | USA            | Amerika   |
| FUT  | Poitou-Charentes.Futuroscope.86                 | Frankrig       | Europa    |
| RBW  | Rabo-Liv Women Cycling Team                     | Holland        | Europa    |
| MIC  | S.C. Michela Fanini Rox                         | Italien        | Europe    |
| SEF  | Servetto Footon                                 | Italien        | Europa    |
| TLP  | Team Liv-Plantur                                | Holland        | Europa    |
| TRY  | Team Rytger                                     | Danmark        | Europa    |
| TIB  | Team TIBCO-SVB                                  | USA            | Amerika   |
| TOG  | Top Girls Fassa Bortolo                         | Italien        | Europa    |
| VLL  | Topsport Vlaanderen-Pro-Duo                     | Belgien        | Europa    |
| TI6  | Twenty16 p/b Sho-Air                            | USA            | Amerika   |
| UHC  | UnitedHealthcare Professional Cycling Team      | USA            | Amerika   |
| VAI  | Vaiano Fondriest                                | Italien        | Europa    |
| VEL  | Velocio-SRAM                                    | Tyskland       | Europa    |
| WHT  | Wiggle-Honda                                    | Storbritannien | Europa    |